# Finnekumla distrikt
Finnekumla distrikt är ett distrikt i Ulricehamns kommun och Västra Götalands län. 
Distriktet ligger söder om Ulricehamn. 

## Tidigare administrativ tillhörighet
Distriktet inrättades 2016 och utgörs av socknen Finnekumla i Ulricehamns kommun. 
Området motsvarar den omfattning Finnekumla församling hade vid årsskiftet 1999/2000.